# 아우달주

아우달주

아우달주(소말리어: Awdal, 아랍어: أودال)는 소말리아 북서부에 위치한 주로, 주도는 보라마이다. 에티오피아, 지부티와 국경을 맞대고 있고 동쪽으로는 워코이갈베드주, 북쪽으로는 아덴만과 인접해 있다. 이 곳은 현재 소말리아로부터 독립을 선언했지만 국제적으로 독립 국가로 인정받지 못하고 있는 소말릴란드의 지배하에 있다.

## 같이 보기
- 소말릴란드의 행정 구역